# Cziron
Cziron (ros. Чирон) – wieś w Rosji, w Kraju Zabajkalskim, w rejonie szyłkińskim. W 2010 liczyła 880 mieszkańców.